# Samuel Chapple
Samuel Chapple (23 novembre 1998) è un mezzofondista olandese, vincitore della medaglia d'oro ai campionati europei indoor di Apeldoorn 2025.

## Biografia
Ha vinto gli 800 m ai campionati olandesi indoor 2022. Ha gareggiato negli 800 metri ai mondiali indoor di Belgrado 2022, classificandosi al 9º posto.  
A causa di una frattura e della rottura dei legamenti della caviglia della durante una competizione in Belgio è stato costretto a terminare anticipatamente la stagione agonistica ed affrontare un lungo periodo di recupero dall'infortunio. 
Nel gennaio 2025, ha stabilito un nuovo record olandese indoor nei 1500 m, con il tempo di 3:35.61, e nel febbraio 2025 ha stabilito un nuovo record olandese indoor negli 800 m, grazie al tempo di 1:45.46, entrambi ottenuti ad Apeldoorn. Ha anche battuto il longevo record olandese di Rob Druppers nei 1000 m, correndo in 2:16.09, utile per vincere il Keely Klassic il 15 febbraio 2025.  
Il fine settimana successivo, ha vinto il titolo nazionale olandese indoor negli 800 metri. 
Agli europei indoor di Apeldoorn 2025 si è laureato campione continentale negli 800 m, precedendo sul podio il belga Eliott Crestan e l'irlandese Mark English. Nell'occasione ha migliorato il primato olandese grazie al tempo di 1'44"88.

## Palmarès
| Anno | Manifestazione  | Sede      | Evento      | Risultato | Prestazione | Note |
| ---- | --------------- | --------- | ----------- | --------- | ----------- | ---- |
| 2022 | Mondiali indoor | Belgrado  | 800 m piani | Batteria  | 1'48"09     |      |
| 2025 | Europei indoor  | Apeldoorn | 800 m piani | Oro       | 1'44"88     |      |
| 2025 | Mondiali indoor | Nanchino  | 800 m piani | 4º        | 1'45"55     |      |